# Covo
Covo ist eine italienische Gemeinde (comune) in der Provinz Bergamo in der Region Lombardei mit 4344 Einwohnern (Stand 31. Dezember 2023).

## Geographie
Covo liegt 25 km südöstlich der Provinzhauptstadt Bergamo und 45 km östlich der Metropole Mailand.
Die Nachbargemeinden sind Antegnate, Barbata, Calcio, Cortenuova, Fara Olivana con Sola, Isso und Romano di Lombardia.

## Sehenswürdigkeiten
- Die Pfarrkirche, die gegen Ende des 18. Jahrhunderts anstelle einer alten Kultstätte errichtet wurde und die den Heiligen Filippo und Giacomo geweiht ist. Dort wird auch eine Reliquie von San Lazzaro aufbewahrt.

- Zahlreiche Bauernhäuser aus dem 16. und dem 17. Jahrhundert sind über die gesamte Gemeinde verteilt noch erhalten.

## Söhne und Töchter
- Giuseppe Mojoli (1905–1980), Erzbischof und Diplomat